# I'll Be There for You (Бон Джоуви)
I'll Be There for You е песен на американската хардрок група Бон Джоуви от албума им от 1988 г. New Jersey, написана от Джон Бон Джоуви и Ричи Самбора. Като сингъл песента се класира на първо място в класацията Billboard Hot 100 на пето в чарта Mainstream rock. 

## Позиции в чартовете
| Държава        | Позиция |
| -------------- | ------- |
| Австралия      | 23      |
| Германия       | 67      |
| Холандия       | 22      |
| Швейцария      | 15      |
| Великобритания | 18      |
| САЩ            | 1       |